# Амнанярыльчипы-Кикэ
Амнанярыльчипы-Кикэ (устар. Алине-Нярый-Тиби-Кикя) — река в России, протекает по территории Ямало-Ненецкого АО. Устье реки находится в 18 км по левому берегу реки Лослакакикэ. Длина реки составляет 38 км.

## Данные водного реестра
По данным государственного водного реестра России относится к Нижнеобскому бассейновому округу, водохозяйственный участок реки — Таз. Речной бассейн реки — Таз.
Код объекта в государственном водном реестре — 15050000112115300064720.